# Frontman
En frontman i en musikgrupp är den som av alla i störst grad har i uppgift att representera gruppen utåt. I majoriteten av fallen är frontmannen densamma som huvudsångaren, men det finns undantag, exempelvis AC/DC med sologitarristen Angus Young. I bland finns det flera huvudsångare i samma musikgrupp, och då kan frontmansrollen vara delad mellan dem.
Historiskt betyder frontman även frontsoldat eller krigsveteran. Ordet kommer från finlandssvenskan.

## Källhänvisningar
1. ↑  SAOL. Arkiverad 24 augusti 2012 hämtat från the Wayback Machine. Svenskaakademien.se. Läst 2 februari 2015.